# San Felice sul Panaro
San Felice sul Panaro là một đô thị ở tỉnh Modena thuộc vùng Emilia-Romagna, có vị trí cách khoảng 40 km về phía tây bắc của Bologna và khoảng 25 km về phía đông bắc của Modena. Tại thời điểm ngày 31 tháng 12 năm 2004, đô thị này có dân số 10.453 người và diện tích 51,5 km².
Đô thị San Felice sul Panaro có các frazioni (đơn đơn vị cấp dưới, chủ yếu là các làng) Dogaro, Pavignane, Rivara, và San Biagio in Padule.
San Felice sul Panaro giáp các đô thị: Camposanto, Finale Emilia, Medolla, Mirandola.